# Schloss Weil

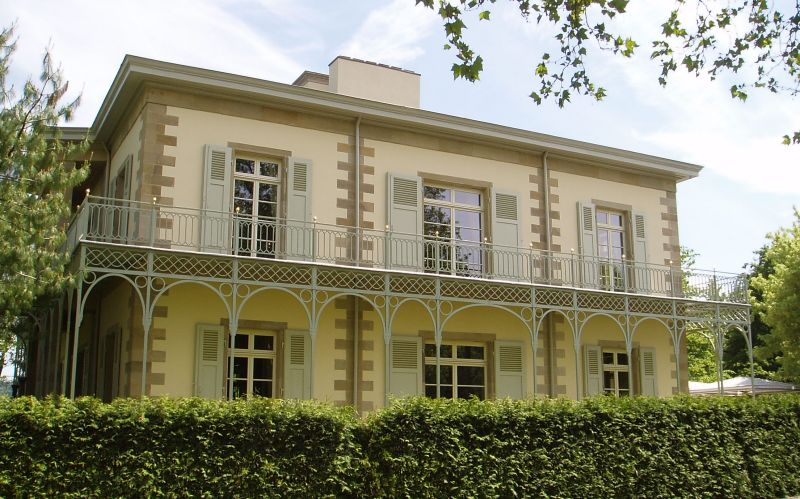
Schloss Weil

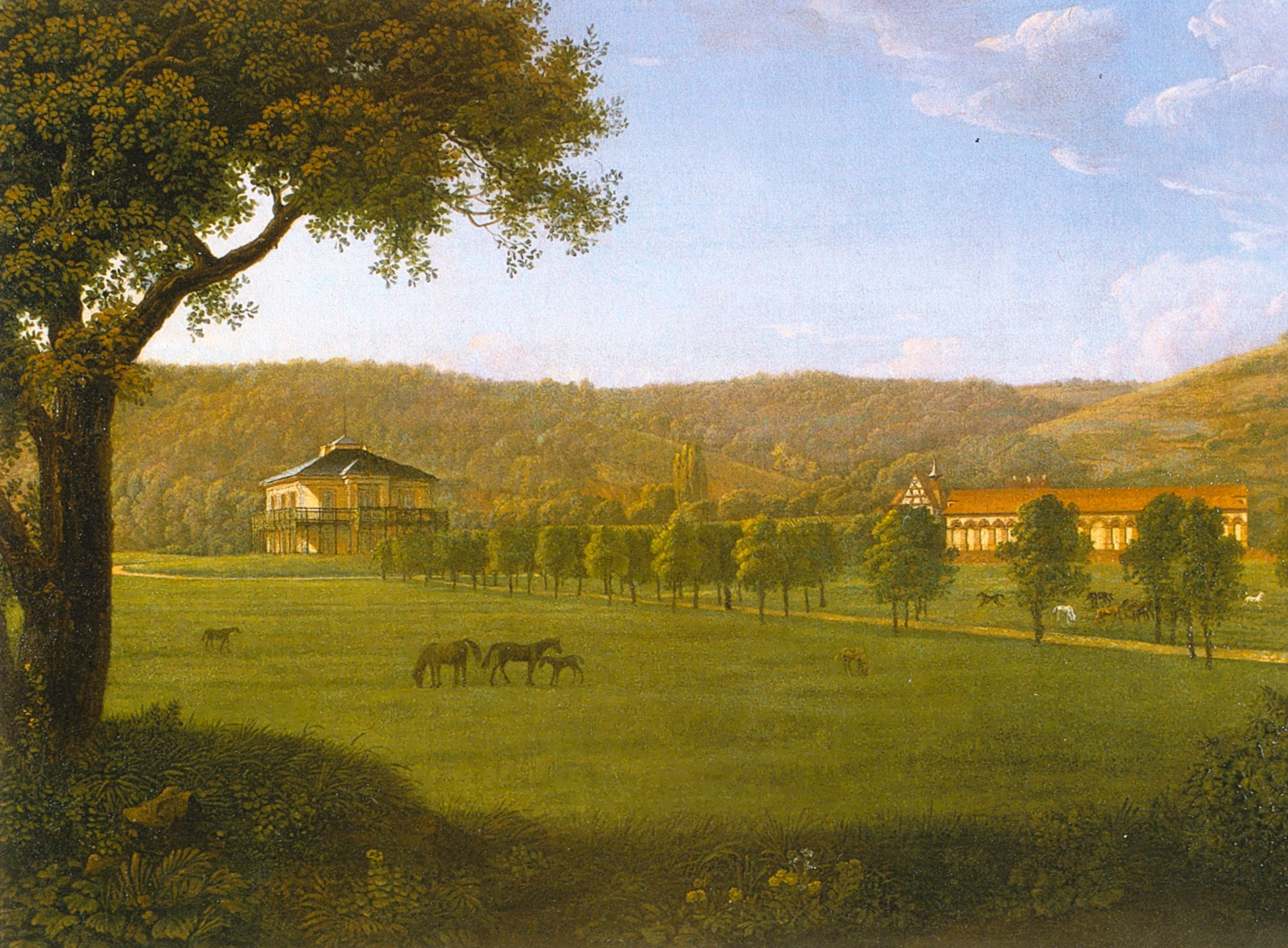
Ansicht des Guts Weil mit dem Schloss auf der linken Seite

Das Schloss Weil ist ein Anfang des 19. Jahrhunderts erbautes klassizistisches Schloss im Esslinger Stadtteil Weil in Baden-Württemberg.

## Geschichte
Bereits 1230 gründeten einige Dominikanerinnen auf dem Gelände des heutigen Schlosses ein Kloster, welches jedoch 1558 zwangsweise aufgehoben wurde. Im Jahr 1817 ließ König Wilhelm I. von Württemberg auf dem Gelände ein Gestüt anlegen, welches zum einen als Erweiterung des Haupt- und Landgestüts Marbach und zum anderen als Ausdehnung eines Fohlenhofs in Scharnhausen dienen sollte. 1818 errichtete der Florentiner Baumeister Giovanni Salucci im Auftrag des Königs auf dem Gelände ein zweistöckiges Landschloss mit quadratischem Grundriss und je einer Portikus an Vorder- und Rückseite. Dies war Saluccis erstes Projekt im Auftrage des Hauses Württemberg.
Im unteren Stock des Schlosses waren Gesellschaftsräume wie ein Speisesaal angebracht, das obere Stockwerk sollte der königlichen Familie zur Verfügung stehen. Das in der Mitte des Gebäudes befindliche Treppenhaus war mit sogenanntem Neresheimer Marmor verkleidet, der vom Härtsfeld stammte, und mit einer Glaskuppel ausgestattet, die von oben Licht spendete. Salucci setzte als Baumaterial Eisenkonstruktionen ein, womit das Schloss eines der ersten Bauwerke in Württemberg mit Gusseisenkonstruktionen ist. Diese wurden vor allem beim Bau der rings um das Gebäude laufenden Veranda sowie bei der über dem Treppenhaus befindlichen Glaspyramide eingesetzt. Die Innenräume des Gebäudes wurden mit Decken- und Wandgemälden ausgemalt, so befindet sich zum Beispiel im ehemaligen Speisezimmer ein Wandgemälde der Neckarlandschaft.
Im Jahr 1920 kam das Gebäude in den Besitz der Fürstin zu Wied, die den Bau 1932 an einen privaten Käufer veräußerte. Nach dem Zweiten Weltkrieg verfiel das Schloss immer mehr, so verrosteten die Eisenkonstruktionen und verschmutzten die Wand- und Deckengemälde immer mehr. 1969 kaufte das Stuttgarter Ärzteehepaar Lambeck das Schloss und ließ es zwischen 1969 und 1972 grundlegend sanieren. Bei der Sanierung wurden einige Dinge wie Teile der Verandakonstruktion oder die Verdachung über dem Eingang weggelassen, so dass das Schloss heutzutage dem Original nicht mehr vollständig entspricht. In den Jahren 1997 und 2003 wurde nochmals eine Sanierung des Schlosses vorgenommen. Danach befand sich das Schloss im Besitz eines Unternehmens. Seit 1969 steht das Schloss unter Denkmalschutz und ist „Kulturdenkmal von besonderer Bedeutung“. Ab 2011 wurde das Schloss zum Verkauf angeboten und im November 2016 von einem Unternehmer aus Fellbach erworben.